# Син Саула
«Син Саула» (угор. Saul fia) — угорський драматичний фільм, знятий дебютантом Ласло Немешом. Світова прем'єра стрічки відбулась 15 травня 2015 року на Каннському кінофестивалі, а в Україні — 12 липня 2015 року на Одеському міжнародному кінофестивалі. В український широкий прокат картина вийшла 6 жовтня 2016 року.
Фільм отримав премії «Золотий глобус» та «Оскар» за найкращий фільм іноземною мовою.

## Сюжет
Жовтень 1944 року, Аушвіц-Біркенау. Саул — угорський член зондеркоманди — групи єврейських в'язнів, що перебували поза табором та були змушені допомагати нацистам у масовому винищенні. Працюючи в одному з крематоріїв, Саул знаходить тіло хлопчика, якого вважає своїм сином. Коли зондеркоманда планує здійняти бунт, Саул вирішує зробити неможливе: врятувати тіло хлопчика з вогню, знайти рабина, щоб пролунала поминальна молитва каддіш, і влаштувати хлопчику належний похорон.
В цей час члени зондеркоманди дізнаються про те, що скоро будуть знищені (зондеркоманди мінялись кожні 4 місяці) і піднімають повстання, під час якого тікають з табору. Саул тікає разом з ними, прихопивши тіло сина.
Фільм закінчується кадрами місцевого хлопчини, що тікає після випадкових зустрічей спочатку з бунтівниками-втікачами і майже відразу — з їхніми переслідувачами. Ці кадри показано на тлі звуків пострілів (які найімовірніше означають, що втікачів було знайдено і розстріляно, але глядач, поле зору якого природно обмежене напрямком камери, цього не бачить).

## У ролях
- Геца Роріг — Саул Ауслендер
- Левенте Молнар — Авраам
- Урс Рехн — Бідерман
- Шандор Жотер — лікар Міклош Ніслі[en]
- Тодд Шармон — Браун
- Уве Лоер — Восс
- Крістіан Гартінг — Буш
- Каміль Добровольський — Метек

## Сприйняття
Ще до показу на Каннському кінофестивалі 2015 фільм отримав широке схвалення від критиків. Французька газета Le Monde поставила стрічку на один щабель з книгою «Чекаючи на Годо» Семюела Беккета — іншим, на думку газети, гімном абсурду і безглуздості війни. Пітер Бредшов з The Guardian оцінив фільм у п'ять зірок з п'яти та назвав його «дивовижним дебютом» та «хорором мужності». Дейв Келгун з Time Out також дав фільму п'ять зірок з п'яти. Ерік Кон з Indiewire дав фільму оцінку A-, назвавши його «дивовижним переусвідомленням Голокосту». Бойд ван Гоедж з The Hollywood Reporter оцінив операторську роботу та саундтрек. Він написав наступне: «Операторська робота Ерделі — одна з головних особливостей фільму, знятого на 35 мм плівку у хворобливих жовтому і зеленому тонах з глибокими тінями. Також такого ефекту від фільму не було без роботи над звуком, який дозволяє бачити стрічку поза кадром». На вебсайті Rotten Tomatoes фільм має 100 % «свіжий» рейтинг, заснований на 10 рецензіях критиків, а його середній бал становить 9,7/10. На Metacritic фільм отримав 90 балів зі 100, які засновані на 9 рецензіях, що означає «загальне схвалення».

## Визнання
На Каннському кінофестивалі 2015 фільм отримав Гран-прі та нагороду ФІПРЕССІ у рамках головного конкурсу. Фільм також отримав нагороду Франсуа Шале та нагороду «Вулкан».
У грудні 2015 року американський часопис The Hollywood Reporter оприлюднив список 10 найкращих фільмів 2015 року у якому «Син Саула» посів 3-тє місце, поступившись українській стрічці «Плем'я» Мирослава Слабошпицького та «Брукліну» Джона Краулі..
| Нагороди та номінації фільму «Син Саула» | Нагороди та номінації фільму «Син Саула» | Нагороди та номінації фільму «Син Саула»    | Нагороди та номінації фільму «Син Саула» | Нагороди та номінації фільму «Син Саула» | Нагороди та номінації фільму «Син Саула» |
| Рік                                      | Кінопремія / Кінофестиваль               | Категорія / Нагорода                        | Номінант                                 | Результат                                | Дж                                       |
| ---------------------------------------- | ---------------------------------------- | ------------------------------------------- | ---------------------------------------- | ---------------------------------------- | ---------------------------------------- |
| 2015                                     | Каннський кінофестиваль                  | «Золота пальмова гілка» за найкращий фільм  | «Син Саула»                              | Номінація                                |                                          |
| 2015                                     | Каннський кінофестиваль                  | Гран-прі                                    | «Син Саула»                              | Перемога                                 |                                          |
| 2015                                     | Каннський кінофестиваль                  | Приз ФІПРЕССІ                               | «Син Саула»                              | Перемога                                 |                                          |
| 2015                                     | Каннський кінофестиваль                  | Приз Франсуа Шале                           | «Син Саула»                              | Перемога                                 |                                          |
| 2015                                     | Каннський кінофестиваль                  | «Золота камера» за найкращий дебютний фільм | «Син Саула»                              | Номінація                                |                                          |
| 2015                                     | Каннський кінофестиваль                  | Нагорода «Вулкан»                           | «Син Саула»                              | Перемога                                 |                                          |
| 2015                                     | Премія британського незалежного кіно     | Найкращий іноземний незалежний фільм        | «Син Саула»                              | Номінація                                |                                          |
| 2015                                     | Міжнародний кінофестиваль Camerimage     | «Бронзова жаба»                             | Матяш Ерделі                             | Перемога                                 |                                          |
| 2015                                     | Гентський міжнародний кінофестиваль      | Гран-прі                                    | «Син Саула»                              | Номінація                                |                                          |
| 2015                                     | Гамбурзький кінофестиваль                | Нагорода критиків                           | «Син Саула»                              | Номінація                                |                                          |
| 2015                                     | Гавайський міжнародний кінофестиваль     | Нагорода «Єврокіно» за найкращий фільм      | «Син Саула»                              | Номінація                                |                                          |
| 2015                                     | Кінопремія «Незалежний дух»              | Найкращий фільм                             | «Син Саула»                              | Номінація                                |                                          |
| 2015                                     | Лондонський міжнародний кінофестиваль    | Найкращий фільм                             | «Син Саула»                              | Номінація                                |                                          |
| 2015                                     | Сараєвський міжнародний кінофестиваль    | «Серце Сараєва» за найкращий фільм          | «Син Саула»                              | Номінація                                |                                          |
| 2015                                     | Сараєвський міжнародний кінофестиваль    | Спеціальний приз журі                       | «Син Саула»                              | Перемога                                 |                                          |
| 2015                                     | Стокгольмський кінофестиваль             | «Бронзовий кінь» за найкращий фільм         | «Син Саула»                              | Номінація                                |                                          |
| 2015                                     | Сан-Паульський міжнародний кінофестиваль | Найкращий фільм                             | «Син Саула»                              | Номінація                                |                                          |
| 2015                                     | Загребський кінофестиваль                | «Золота коляска» за найкращий фільм         | «Син Саула»                              | Перемога                                 |                                          |
| 2015                                     | Спільнота кінокритиків Нью-Йорка         | Найкращий дебютний фільм                    | «Син Саула»                              | Перемога                                 |                                          |
| 2016                                     | Премія «Золотий глобус»                  | Найкращий фільм іноземною мовою             | «Син Саула»                              | Перемога                                 | [ 20 ]                                   |
| 2016                                     | Премія «Сезар»                           | Найкращий фільм іноземною мовою             | «Син Саула»                              | Номінація                                |                                          |
| 2016                                     | Премія «Оскар»                           | Найкращий фільм іноземною мовою             | «Син Саула»                              | Перемога                                 | [ 21 ]                                   |
| 2017                                     | Премія БАФТА                             | Найкращий фільм іноземною мовою             | «Син Саула»                              | Перемога                                 | [ 22 ]                                   |